# Pelvicachromis pulcher
Pelvicachromis pulcher è una specie di ciclide nano, di piccole dimensioni e molto colorato.

## Distribuzione e habitat
I P. pulcher sono diffusi nelle acque dolci e costiere di Camerun e nel delta del fiume Niger.

## Descrizione
I P. pulcher sono ciclidi colorati e intelligenti. Presentano uno spiccato dimorfismo sessuale: il maschio è allungato, con coda a lancia, pinne anale e dorsale molto allungate e appuntite, così come le ventrali. La livrea è a volte mutevole, ma di norma prevede dorso e testa bruni, una fascia verticale anch'essa bruna attraversa il corpo. Ventre rosato. Gli opercoli branchiali sono gialli con riflessi metallici. La dorsale ha radice bruna, orlata di rosso, giallo e nero, con riflessi metallici. La punta della pinna presenta da nessuno a 6 ocelli neri orlati d'oro. La coda è a lancia, con centro bruno e bordi orlati d'oro e rosso. Possono essere presenti da 1 a 4 ocelli neri. Le ventrali e l'anale sono rosso-violette. 

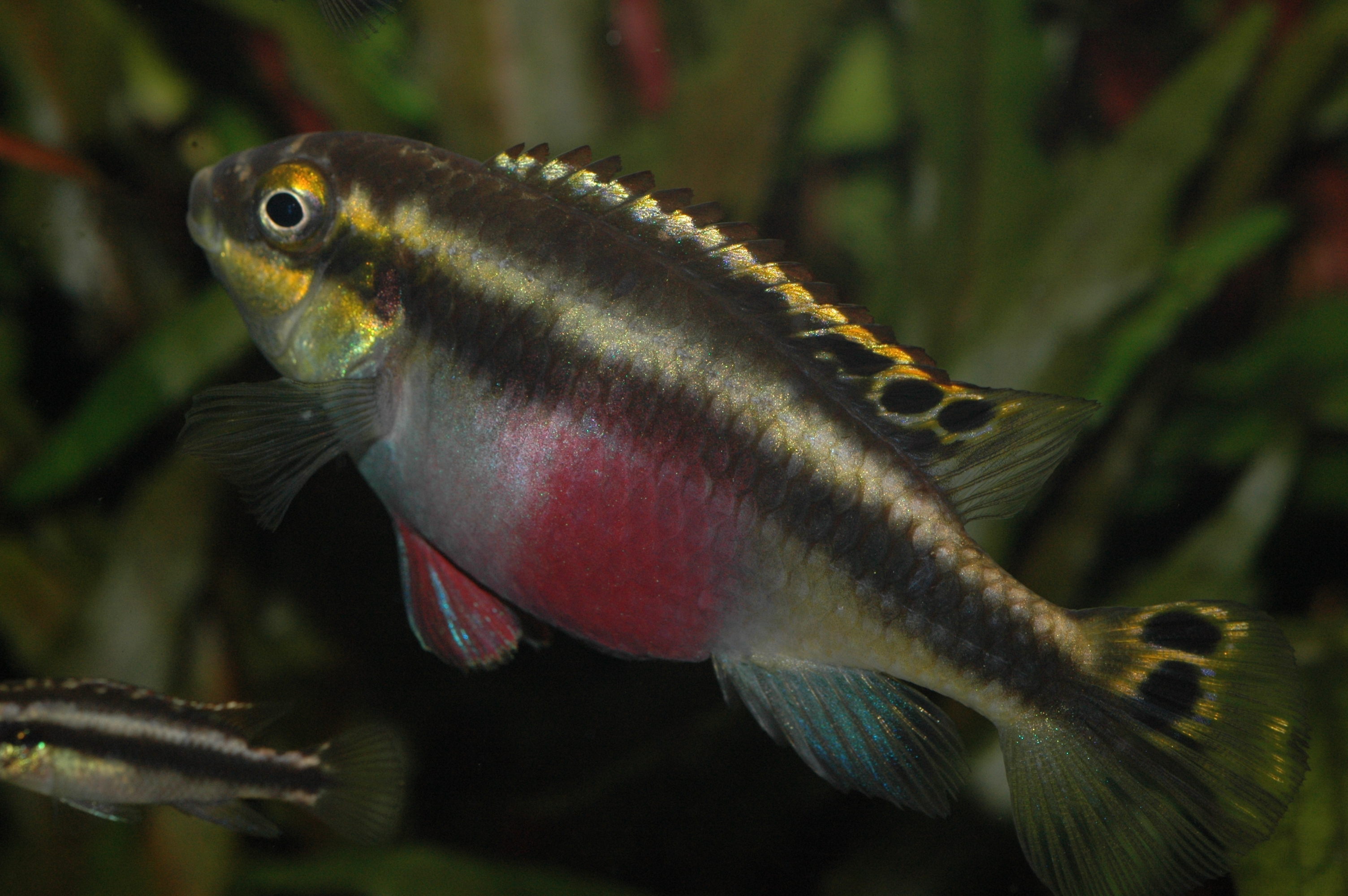
Un esemplare femminile

La femmina ha un corpo tozzo, corto, con ventre pronunciato e pinne arrotondate. La testa e il dorso sono bruni, la gola è bianca, gli opercoli branchiali giallo-dorati e il ventre rosso carminio intenso. La pinna dorsale è bruna orlata di oro, nero e rosso e possono essere presenti alcuni ocelli neri. Le ventrali sono rosse, l'anale azzurrina. La coda vede proseguire la fascia bruna centrale, superiormente ha colore giallo, con alcuni ocelli.

## Riproduzione
Questi ciclidi formano coppie monogame per diversi anni, se non per tutta la vita. La fecondazione è esterna, ed avviene dopo che la femmina ha deposto decine di piccole uova ovoidali, adese alla roccia. La coppia monta la guardia per oltre una settimana, fino a quando gli avannotti riescono a nuotare. Allora si muovono, spostandoli in gruppo e facendo ben attenzione a recuperare con la bocca quelli che si sono allontanati troppo. Le cure parentali continuano per alcune settimane, fino a quando i piccoli raggiungono l'indipendenza e si allontanano senza essere più recuperati. A volte accade che il sesso sia lo stesso per tutti i piccoli della nidiata: ciò dipende dalle caratteristiche chimiche dell'acqua.

## Alimentazione
I P. pulcher si nutrono di insetti, vermi e piccoli crostacei. In acquario accettano comunque anche il mangime in scaglie, più raramente quello in granuli. Per mantenere i pesci sani sarebbe l'ideale fornire cibo vivo come larve di zanzara o liofilizzato, insieme al comune cibo secco per tropicali o ancora meglio specializzato per ciclidi.

## Acquariofilia
Sono tra i più conosciuti ciclidi nani e, vista la facilità di allevamento e riproduzione, i più commercializzati.